# Łękosza
Łękosza (Dopływ z Gądkowa Wielkiego) – struga, prawobrzeżny dopływ Pliszki.